# 黃錦江
黃錦江（英語：Wong Kam-kong，1951年—），暱稱KK，美國籍華裔畫家、美術設計師、藝術策展人，亦為舞台劇工作者及演員，成長於中國內地，曾在香港定居及發展事業。黃錦江以在香港電影《國產凌凌漆》中演出南方司令（「金鎗人」），以及在《賭神2》中演出國家級魔術師張寶成，而深入民心。

## 簡歷
黃錦江在1951年生於上海，籍貫廣東潮州，文化大革命時期在安徽省淮北市一帶下鄉插隊。 黃錦江年少時已對繪畫感濃厚興趣，並開始自學。在文革下鄉不能自由繪畫的艱難時刻，仍堅持練習，在深宵偷偷繪畫美國藝術人體解剖圖等被禁止作品。
1962年，黃錦江父親移居香港，本亦有申請兒子同行，但未獲批准。 1974年，時年23歲的黃錦江終獲批移居香港，並於1979年假香港大會堂舉辦其首次個人畫展，早期也曾在市政局及香港舞蹈團、城市當代舞蹈團、香港芭蕾舞團、香港話劇團等舞台表演藝術團體擔任美術設計工作。 1980年代，黃錦江獲作家李碧華介紹到邵氏兄弟擔任美術指導，他亦曾為德寶等電影公司擔任美術指導。 黃錦江也兼任演員，曾在廣告中飾演豪客角色。
1989年，黃錦江移居美國，其後入籍。一說他在1989年已移居美國，其後仍不時回港演出電影，一說1995年移居。
1994年，黃錦江演出了演員生涯兩個最知名的角色，即《國產凌凌漆》的南方司令（「金鎗人」）和《賭神2》的國家級魔術師張寶成。 而他最喜歡的演出則是《火燒紅蓮寺》。
黃錦江在美國繼續藝術創作、策展工作，後來涉足舞台劇創作，曾加入由香港舞台劇編導陳尹瑩創立的紐約長江劇團。
黃錦江曾在香港、中國內地、美國及歐洲多國舉行畫展。 2019年12月，黃錦江第三度在港舉辦個人畫展，題為「四十不惑」，以紀念他以畫家身份於香港出道四十周年，是次畫展相距上一次其在港舉辦的個人畫展已逾二十年。「四十不惑」畫展假香港藝術中心舉辦，獲黃錦江好友包括香港演員及舞者劉兆銘及香港電影導演章國明捧場支持。 2024年，黃錦江推出香港百年影星人像畫冊《群星閃耀百年光》，收錄了他過去一年多所繪畫的132位香港電影明星的肖像，並於同年9月19日至21日假中環集古齋畫廊舉辦肖像畫展，邀得香港電影導演吳思遠主持開幕典禮及題辭，並獲章國明，製片人馮意清、宛敏芳、黃家禧，美術指導文念中、劉天蘭、奚仲文，漫畫家馬星原，作家沈西城、方舒眉，歌手何家光，以及演員邵音音及謝魯駟到場支持。

## 演出作品

### 電影
| 年份   | 片名               | 角色                   | 參考來源 |
| ------ | ------------------ | ---------------------- | -------- |
| 1984年 | 《上海灘十三太保》 |                        | [ 4 ]    |
| 1988年 | 《天羅地網》       |                        | [ 17 ]   |
| 1991年 | 《冷面狙擊手》     |                        | [ 9 ]    |
| 1991年 | 《五虎將之決裂》   |                        | [ 18 ]   |
| 1991年 | 《上海1920》       |                        | [ 19 ]   |
| 1993年 | 《一刀傾城》       | 奕親王                 | [ 20 ]   |
| 1994年 | 《火燒紅蓮寺》     | 神公                   | [ 4 ]    |
| 1994年 | 《7金剛》          |                        | [ 21 ]   |
| 1994年 | 《中南海保鑣》     | 趙國民                 | [ 8 ]    |
| 1994年 | 《國產凌凌漆》     | 南方司令（「金鎗人」） | [ 11 ]   |
| 1994年 | 《賭神2》          | 張寶成                 | [ 11 ]   |
| 1995年 | 《香江花月夜》     | 大李老闆               | [ 22 ]   |
| 1995年 | 《追女仔95之綺夢》 | 嚴大師                 | [ 23 ]   |
| 1995年 | 《大冒險家》       |                        | [ 24 ]   |
| 2018年 | 《非洲遇見你》     |                        | [ 4 ]    |

### 電視劇
| 年份   | 劇名                 | 角色 | 參考來源 |
| ------ | -------------------- | ---- | -------- |
| 1992年 | 《獅子山下》之〈家〉 |      | [ 25 ]   |

## 美術設計

### 舞台

#### 香港舞蹈團
| 年份   | 作品名稱                               | 職務                 | 參考來源 |
| ------ | -------------------------------------- | -------------------- | -------- |
| 1982年 | 《新鏡花緣》                           | 舞台及美術指導       | :20      |
| 1983年 | 《山水、之間、深、雪梅、憶、旅、四季》 | 舞台及美術指導       | :20      |
| 1983年 | 《突圍、秋園、勤、舞劇——負、復、縛》   | 舞台及美術指導       | :21      |
| 1984年 | 《香港．香港》                         | 舞台及美術指導、服裝 | :21      |
| 1985年 | 《搜神》                               | 舞台及美術指導       | :22      |
| 1985年 | 《玉卿嫂》                             | 舞台及美術指導       | :22      |
| 1985年 | 《玄心舞》                             | 舞台及美術指導       | :22      |
| 1986年 | 《舞文》                               | 舞台及美術指導、服裝 | :22      |
| 1986年 | 《岳飛》                               | 舞台及美術指導、服裝 | :23      |
| 1987年 | 《女色》                               | 舞台及美術指導       | :23      |
| 1987年 | 《黃土地》                             | 舞台及美術指導、服裝 | :24      |
| 1989年 | 《中國古典舞今昔》                     | 舞台及美術指導、服裝 | :25      |
| 1991年 | 《古國思》                             | 舞台及美術指導       | :27      |
| 1991年 | 《胭脂扣》（新版本）                   | 舞台及美術指導       | :27      |
| 1992年 | 《末吉鬼神太鼓及香港舞蹈團》           | 服裝                 | :27      |
| 1992年 | 《胭脂扣》（全新版本）                 | 舞台及美術指導       | :28      |
| 1992年 | 《停車暫借問》                         | 舞台及美術指導       | :28      |
| 1992年 | 《達賴六世情詩》（重演）               | 舞台及美術指導       | :29      |

#### 香港話劇團
| 年份   | 作品名稱     | 職務           | 參考來源 |
| ------ | ------------ | -------------- | -------- |
| 1982年 | 《小城風光》 | 佈景及服務設計 | :32      |
| 1985年 | 《小井胡同》 | 服裝及造型設計 | :34      |
| 1987年 | 《石頭記》   | 佈景設計       | :38      |
| 1988年 | 《花近高樓》 | 佈景設計       | :43      |
| 1989年 | 《笑傲江湖》 | 佈景設計       | :43      |

#### 其他
| 年份   | 團體         | 作品名稱                  | 職務                 | 參考來源     |
| ------ | ------------ | ------------------------- | -------------------- | ------------ |
| 2016年 | 紐約長江劇團 | 《Midnight Kill》（夜殺） | 編劇、導演、舞台設計 | [ 12 ] [ 8 ] |

### 電影
| 年份   | 片名         | 職務     | 參考來源 |
| ------ | ------------ | -------- | -------- |
| 1984年 | 《愛奴新傳》 | 美術指導 | [ 4 ]    |
| 1985年 | 《教頭發威》 | 美術指導 | [ 8 ]    |
| 1986年 | 《警賊兄弟》 | 美術指導 | [ 28 ]   |

## 外部連結
- 黃錦江在互联网电影资料库（IMDb）上的資料（英文）
- 黃錦江在香港影庫上的簡介